# Гибсон, Томас
Томас Эллис Гибсон (англ. Thomas Ellis Gibson, род. 3 июля 1962, Чарлстон, Южная Каролина, США) — американский актёр кино и телевидения. Наиболее известен ролями Аарона Хотчнера в телесериале «Мыслить как преступник» и Грега Монтгомери в ситкоме «Дарма и Грег».

## Биография
Томас был самым младшим ребёнком в семье, где было четверо детей. Его мать была социальным работником, а его отец был адвокатом и либерал-демократом. Его актёрская карьера началась очень рано и уже в девять лет он выступал в детском театре. С 1994 по 1998 год снимался в роли доктора Даниэля Нуланда в медицинском драматическом телесериале «Надежда Чикаго». С 1997 по 2002 год играл Грега Монтгомери в ситкоме «Дарма и Грег», за эту роль он номинировался на премии «Золотой глобус» и «Спутник». С 2005 года снимался в телесериале «Мыслить как преступник» в роли агента ФБР Аарона Хотчнера — руководителя отдела поведенческого анализа.
По опросу журнала «Entertainment Weekly» в 2010 году Томас Гибсон был назван читателями «самым недооценённым актёром года».
Томас Гибсон был режиссёром двух серий ситкома «Дарма и Грег», а также девяти эпизодов «Мыслить как преступник».

## Личная жизнь
У Гибсона и его жены Кристин трое детей: Джеймс Паркер Гибсон (23 июня 1999 года), Трэвис Картер Гибсон (1 июля 2002 года), Агата Мэри Гибсон (28 апреля 2004 года).
В 2011 году супруги разъехались, в 2014 году подали на официальный развод. В 2018 году процедура развода была официально завершена.

## Фильмография
| Год       |    | Русское название                      | Оригинальное название              | Роль                               |
| --------- | -- | ------------------------------------- | ---------------------------------- | ---------------------------------- |
| 1987      | с  |                                       | Leg Work                           | Робби                              |
| 1987      | с  | Направляющий свет                     | Guiding Light                      | Питер                              |
| 1988      | с  | Как вращается мир                     | As the World Turns                 | Дерек Мэйсон                       |
| 1988      | тф | Линкольн                              | Lincoln                            | Уильям Спрэг                       |
| 1990      | с  | Кеннеди из Массачусета                | The Kennedys of Massachusetts      | Питер Фитцуильям                   |
| 1990      | с  | Другой мир                            | Another World                      | Сэм Фаулер                         |
| 1992      | ф  | Далеко-далеко                         | Far and Away                       | Стивен Чэйз                        |
| 1993      | ф  | Любовь и бренные останки              | Love and Human Remains             | Дэвид                              |
| 1993      | ф  | Эпоха невинности                      | The Age of Innocence               | театральный актер                  |
| 1993      | с  | Городские истории                     | Tales of the City                  | Beauchamp Day                      |
| 1994      | ф  | Барселона                             | Barcelona                          | Дикки Тэйлор                       |
| 1994      | ф  | Солдаты фортуны                       | Men of War                         | Уоррен                             |
| 1994      | ф  | Спи со мной                           | Sleep with Me                      | Найджел                            |
| 1994—1997 | с  | Надежда Чикаго                        | Chicago Hope                       | Даниэль Нуланд                     |
| 1995      | тф |                                       | Secrets                            | Hailus Tuckman                     |
| 1996      | тф |                                       | Night Visitors                     | Росс Уильямс                       |
| 1996      | тф |                                       | To Love, Honor and Deceive         | Мэттью Карпентер / Стюарт Бьюкенен |
| 1996      | с  | Каролина в Нью-Йорке                  | Caroline in the City               | Уиллард Стивенс                    |
| 1996      | мс | Невероятные приключения Джонни Квеста | The Real Adventures of Jonny Quest | Пол Морнэй (голос)                 |
| 1997      | тф | Наследство                            | The Inheritance                    | Джеймс Перси                       |
| 1997      | тф | Ребёнок дьявола                       | The Devil's Child                  | Александр Рота                     |
| 1997      | ф  |                                       | The Next Step                      | бармен                             |
| 1997—2002 | с  | Дарма и Грег                          | Dharma & Greg                      | Грег Монтгомери                    |
| 1998      | тф | Скольжение                            | Nightmare Street                   | доктор Мэтт Уэстбрук/Джо Барнс     |
| 1998      | с  | Городские истории                     | More Tales of the City             | Beauchamp Day                      |
| 1998      | с  | Захватывающий город греха             | Sin City Spectacular               | имя персонажа неизвестно           |
| 1998      | с  | Их собственная воля                   | A Will of their Own                | Джеймс Макларен                    |
| 1999      | ф  | С широко закрытыми глазами            | Eyes Wide Shut                     | Карл                               |
| 2000      | ф  | Пляжный психоз                        | Psycho Beach Party                 | Канака                             |
| 2000      | ф  | Флинтстоуны в Рок-Вегасе              | The Flintstones in Viva Rock Vegas | Чип Рокфеллер                      |
| 2000      | ф  | Звёздный статус                       | Stardom                            | Ренни Охайон                       |
| 2001      | ф  | Джек – пёс                            | Jack the Dog                       |                                    |
| 2001      | тф | Король обезьян                        | The Lost Empire                    | Николас Ортон                      |
| 2003      | тф | Столкновение с судьбой                | Brush with Fate                    | Ричард                             |
| 2003      | тф | Зло бессмертно                        | Evil Never Dies                    | детектив Марк Райан                |
| 2003      | ф  |                                       | Manhood                            | адвокат Фэйт                       |
| 2004      | тф | Воспитание Уэйлона                    | Raising Waylon                     | Рег                                |
| 2004      | тф | День катастрофы                       | Category 6: Day of Destruction     | Митч Бенсон                        |
| 2005      | ф  | Путь домой                            | Come Away Home                     | Гэри                               |
| 2005—2016 | с  | Мыслить как преступник                | Criminal Minds                     | Аарон «Хотч» Хотчнер               |
| 2005      | ф  | Беркли                                | Berkeley                           | Томас                              |
| 2006      | тф | Из ночи                               | In from the Night                  | Эйден Барнс                        |
| 2007      | ф  | Я буду верить тебе                    | I'll Believe You                   | Кайл Суини                         |
| 2011      | с  | Два с половиной человека              | Two and a Half Men                 | Грег                               |
| 2014      | мф | Сын Бэтмена                           | Son of Batman                      | Слэйд Уилсон / Детстроук (голос)   |
| 2015      | с  | Красотки в Кливленде                  | Hot In Cleveland                   | Том                                |

## Награды и номинации
| Год  | Награда                        | Категория                                         | Работа                 | Результат |
| ---- | ------------------------------ | ------------------------------------------------- | ---------------------- | --------- |
| 1995 | Премия Гильдии киноактёров США | Лучший актёрский состав в драматическом сериале   | Надежда Чикаго         | Номинация |
| 1996 | Премия Гильдии киноактёров США | Лучший актёрский состав в драматическом сериале   | Надежда Чикаго         | Номинация |
| 1997 | Премия Гильдии киноактёров США | Лучший актёрский состав в драматическом сериале   | Надежда Чикаго         | Номинация |
| 1998 | Q Awards                       | Лучший актёр в качественном комедийном сериале    | Дарма и Грег           | Номинация |
| 1999 | Золотой глобус                 | Лучший актёр сериала Дарма и Грег(комедия/мюзикл) | Дарма и Грег           | Номинация |
| 2000 | Премия «Спутник»               | Лучшая мужская роль — комедия или мюзикл          | Дарма и Грег           | Номинация |
| 2000 | Золотой глобус                 | Лучший актёр сериала (комедия/мюзикл)             | Дарма и Грег           | Номинация |
| 2010 | EW.com Online Poll             | Самый недооценённый актёр года                    | Мыслить как преступник | Победа    |